# Monte Saccarello
Il monte Saccarello (munte Sciacarée in brigasco, munte Sciacaré in ligure mont Saccarel in francese) è una montagna delle Alpi liguri alta 2.200 m. Assieme al monte Frontè (2.152 m), alla cima Missun (2.356 m) e al monte Bertrand (2.482 m) forma il nodo del monte Saccarello: un massiccio alpino, costituito in prevalenza da substrati calcarei flyschoidi (Unità di Sanremo), che si caratterizza per le morfologie relativamente poco aspre.
La vetta del monte Saccarello è dal 1947 un punto di confine amministrativo tra le province di Imperia e di Cuneo e confine di Stato tra l'Italia e la Francia (Dipartimento delle Alpi Marittime). La sua sommità costituisce il punto più elevato del territorio ligure. Qui si trova la sorgente del Tanaro. Si trova alla convergenza di tre vallate: la val Tanaro a nord-est, la val Roia a ovest e la valle Argentina a sud-est.

## Caratteristiche

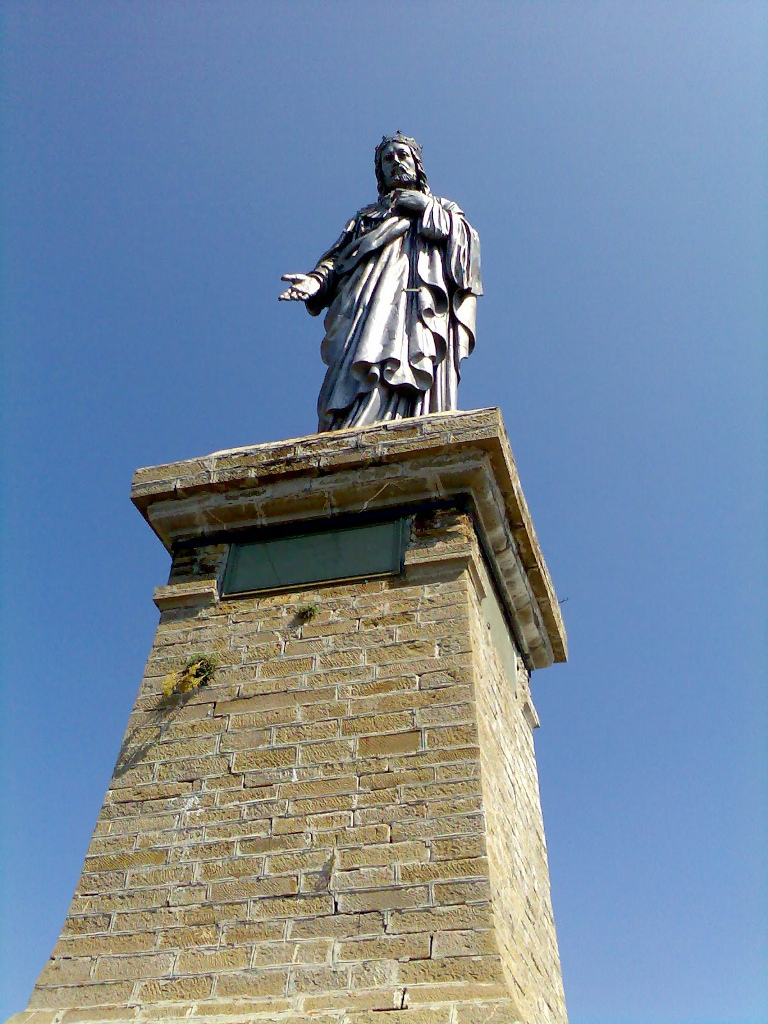
La statua bronzea del Redentore (1901), sulla cima minore del Saccarello

Sulla sommità dell'anticima orientale, a quota 2164 m s.l.m., è presente una grande statua bronzea raffigurante il Cristo Redentore, facente parte di un gruppo di sculture collocate, nei primi anni del XX secolo, sulle montagne più alte di ogni regione italiana. A circa 1,4 km dalla cima, seguendo lo spartiacque in direzione levante, sorge a quota 2054 m s.l.m., il Rifugio Sanremo, di proprietà della sezione di Sanremo del Club Alpino Italiano.
Lungo il versante nord-orientale del monte Saccarello si sviluppano gli impianti sciistici e le relative piste da sci della località sciistica di Monesi di Triora, frazione del comune di Triora. Il versante opposto, invece, è a strapiombo sulla frazione di Verdeggia, ancora nel comune di Triora.

## Ambiente

### Flora
Il paesaggio vegetale è quello tipico dell'alta montagna nelle Alpi sud-occidentali, in cui ai boschi montani di latifoglie o misti, tipici del piano montano, si susseguono altimetricamente i boschi subalpini di conifere (soprattutto larice) o si alternano i pascoli secondari di origine antropica, superati i 1700–1800 m di altitudine troviamo poi lande ad arbusteti subalpini (rodoreti, vaccinieti) e infine lembi di pascolo primario alpino (formazioni calcifile inquadrabili nell'alleanza Oxytropido-Elynion), questi ultimi strettamente limitati alla dorsale sommitale (oltre i 2000–2100 m); sul Saccarello non mancano neppure le formazioni casmofile tipiche degli ambienti rocciosi e quelle dei ghiaioni e macereti calcarei.
I versanti meridionali del gruppo montuoso sono costituiti da rocce flischoidi (flysch dell'Unità "Sanremo-Monte Saccarello") stratificate e disposte a reggipoggio, di conseguenza si presentano decisamente acclivi e caratterizzati da pareti rocciose, alternate a ripidissimi pendii detritici, solo parzialmente consolidati e colonizzati dalla vegetazione arborea, costituita da contorti esemplari di larice e alle quote inferiori da pino silvestre, faggio e acero montano, mentre a quote ancora inferiori (al di sotto dei 1000–1100 m sul versante della Valle Argentina) troviamo estese formazioni a carpino nero.
Sui versanti settentrionali gli strati assumono una tipica disposizione a franapoggio e hanno subito una maggiore erosione che ha favorito la formazione di pendii meno inclinati e scoscesi e l'insediamento di una vegetazione più fitta e continua, caratterizzata da lariceti e arbusteti subalpini a rododendro rosso (Rhododendron ferrugineum) o a mirtillo comune (Vaccinium myrtillus) e mirtillo nero (Vaccinium uliginosum), alternati a formazioni a ontano verde (Alnus alnobetula) nelle aree più umide. Nella fascia montana del versante nord troviamo invece boshi misti con faggio, acero di monte e abete bianco.
Tra gli elementi floristici più interessanti del Monte Saccarello va sicuramente annoverata l'abbondante fioritura del meleagride di Moggridge (Fritillaria tubiformis subsp. moggridgei), dalle campane gialle ricurve punteggiate di bordeaux. Si tratta di una pianta soggetta a protezione regionale abbastanza diffusa sul versante nord-orientale del Saccarello.
Altre piante di particolare interesse, tipiche del paesaggio alpino, si possono trovare al limite meridionale dell'areale: il doronico dei macereti (Doronicum grandiflorum), la stella alpina (Leontopodium alpinum), l'aglio serpentino (Allium victorialis) e l'anemone del Monte Baldo (Anemonoides baldensis). Sono diffuse anche le specie legate alle praterie culminali alpine e appenniniche quali l'anemone alpino (Pulsatilla alpina subsp. millefoliata), l'Anemone a fiori di narciso (Anemone narcissiflora) o il senecione capitato (Tephroseris integrifolia subsp. capitata) dai vistosi capolini color giallo-arancio.
Non mancano gli endemismi esclusivi delle Alpi occidentali, come la genziana ligure (Gentiana ligustica), la genziana di Villars (Gentiana burseri subsp. villarsii), l'astragalo svizzero (Oxytropis helvetica), l'Allium narcissiflorum, la primula impolverata (Primula marginata), la viola di Cavillier (Viola calcarata subsp. cavillieri) dalle grandi corolle di colore variabile dal blu, al bianco al giallo e la rarissima (appena cinque stazioni conosciute in tutto il mondo) centaurea di Bicknell (Rhaponticum bicknellii), copiosamente presente sulle pendici meridionali del massiccio, significativa anche la presenza dell'Androsace adfinis ssp. adfinis una piccola primulacea, dalla fioritura relativamente precoce (fine maggio-metà giugno subito dopo la fusione della neve), che in Italia è conosciuta solo per pochissime località delle Alpi sud-occidentali e che nella zona del Saccarello ha le sue uniche stazioni liguri.

### Fauna
Sulle pendici della montagna si possono trovare varie specie di mammiferi tipici degli ambienti alpini tra i quali vi sono la lepre bianca (Lepus timidus), l'ermellino (Mustela erminea), la marmotta (Marmota marmota) e il camoscio delle Alpi (Rupicapra rupicapra).
Tra i volatili sono diffusi l'aquila reale (Aquila chrysaetos), la poiana (Buteo buteo), il gheppio (Falco tinnunculus) e il biancone (Circaëtus gallicus).
Sono inoltre presenti nella zona alcuni esemplari di gufo reale (Bubo bubo) e di gallo forcello (Tetrao tetrix).

### Tutela naturalistica
Le pendici meridionali della montagna fanno parte del Parco naturale regionale delle Alpi Liguri.

## Accesso alla cima

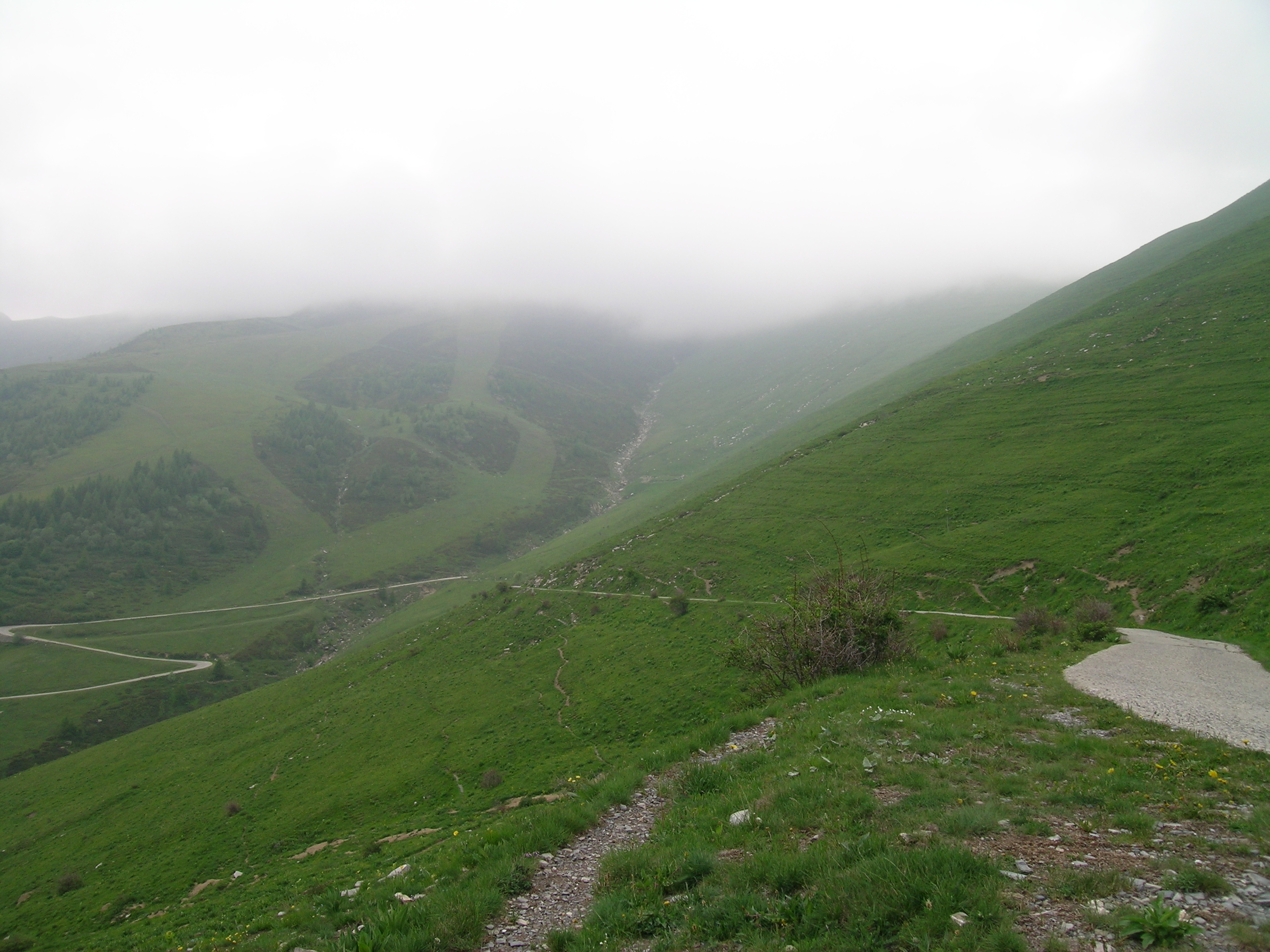
Il Saccarello avvolto dalla nebbia

La cima del Saccarello può essere raggiunta in auto e moto da Monesi per mezzo di una rotabile in parte asfaltata, oppure percorrendo la strada sterrata ex militare che collega il monte al colle di Tenda. Quest'ultima è disseminata di numerosi ruderi di batterie di artiglieria in funzione anti-francese a presidio della sottostante alta val Roia. Furono costruite agli inizi del Novecento ed ora sono in stato di abbandono o riutilizzate come rifugio per animali nel periodo estivo. La cima è raggiungibile a piedi o in mtb tramite sentiero sempre da Monesi e da Realdo, oppure percorrendo un tratto dell'Alta via dei Monti Liguri da San Bernardo di Mendatica o dalla Colla Melosa - sella d'Agnaira.

## Punti di appoggio
- Rifugio Sanremo
- Rifugio La Terza